# Świnie (plemię ssaków)
Świnie (Suini) – plemię ssaków z podrodziny świń (Suinae) w obrębie rodziny świniowatych (Suidae).

## Podział systematyczny
Do plemienia należą następujące rodzaje:
- Porcula B.H. Hodgson, 1847 – świneczka – jedynym żyjącym współcześnie przedstawicielem jest Porcula salvania B.H. Hodgson, 1847 – świneczka karłowata
- Sus Linnaeus, 1758 – świnia